# Augochlora repandirostris
Augochlora repandirostris är en biart som först beskrevs av Joseph Vachal 1911.  Augochlora repandirostris ingår i släktet Augochlora och familjen vägbin. Inga underarter finns listade.